# Purvis, Mississippi
Purvis är administrativ huvudort i Lamar County i delstaten Mississippi. Enligt 2020 års folkräkning hade Purvis 1 909 invånare.